# Duquesne Athletic Club
Duquesne Athletic Club var ett ishockeylag från Pittsburgh som spelade i WPHL säsongen 1908–09. Laget slutade på första plats i ligan med ett rekord på 10–4. Den mest namnkunnige spelaren som representerade Duquesne Athletic Club var Alf Smith som agerade spelande tränare. Duquesne Athletic Club spelartrupp: Hugh Liddell, Art Brooks, Harry McRobie, Alf Smith, Joe Dennison, Tommy Westwick, Ogal Mallen, Horace Gaul, Ray Robinson, Rutledge, Strobel.